# Confine tra Angola e Repubblica del Congo
Il confine tra l'Angola e la Repubblica del Congo ha una lunghezza di 231 km e va dall'Oceano Atlantico a ovest fino al triplice confine con la Repubblica Democratica del Congo a est.

## Descrizione
Il confine corrisponde ai limiti tra la Provincia di Cabinda, che è un'exclave del territorio dell'Angola, e la Repubblica del Congo. Il tracciato inizia a ovest sulla costa atlantica, tra il lago Cayo e il lago Massabi, procedendo verso nord-est attraverso segmenti di linea retta e alcune linee terrestri irregolari. Nelle vicinanze di Manga Missou il tracciato vira a sud-est fino al triplice confine con la Repubblica Democratica del Congo.

## Storia

Mappa della provincia di Cabinda, separata dal resto dell'Angola

Il Portogallo iniziò a esplorare la costa dell'attuale Angola intorno al 1480 e nel secolo successivo stabilì una serie di insediamenti costieri, espandendosi gradualmente verso l'entroterra a spese dei regni nativi di Kongo, Matamba, Ndongo e altri. Il Portogallo stabilì una presenza provvisoria in quella che oggi è Cabinda nel 1783, un'area rivendicata e riconosciuta in un trattato anglo-portoghese del 22 gennaio 1815. Nel frattempo la Francia iniziò a stabilirsi lungo le coste del Gabon e del Congo negli anni 1830-40. Negli anni '80 del XIX secolo numerose potenze europee cercarono di creare colonie nel continente, attraverso un processo noto come "spartizione dell'Africa" che culminò nella Conferenza di Berlino del 1884, in cui le nazioni europee interessate concordarono sulle rispettive rivendicazioni territoriali e sulle regole degli impegni futuri. Di conseguenza fu riconosciuta la rivendicazione del Portogallo su Cabinda, a scapito della rinuncia portoghese ad un breve tratto di costa a favore dello Stato Libero del Congo del re belga Leopoldo II, tagliando così Cabinda dal resto dell'Angola continentale. La Francia ottenne il riconoscimento dei suoi insediamenti costieri, così come le terre interne esplorate da Pierre Savorgnan de Brazzà in Africa centrale (più o meno equivalente al moderno Gabon e alla Repubblica del Congo). Francia e Portogallo firmarono un trattato di confine il 12 maggio 1886 che delimitò la sezione occidentale della frontiera, che successivamente fu estesa al suo limite attuale da un ulteriore trattato del 23 gennaio 1901. La Francia in seguito riunì i suoi territori dell'Africa centrale nella colonia federale dell'Africa Equatoriale Francese (Afrique Équatoriale Française, AEF). 
La Francia concesse gradualmente più diritti politici e rappresentanza alle proprie colonie africane, arrivando alla concessione di un'ampia autonomia interna a ciascuna colonia nel 1958 nel quadro della Comunità francese. Infine, nell'agosto 1960, la Francia concesse la piena indipendenza al Congo francese. Il Portogallo, tuttavia, resistette fermamente all'ondata di decolonizzazione in Africa, rendendo l'Angola una parte legale del Portogallo nel 1951. I nazionalisti angolani iniziarono a combattere per l'indipendenza nel 1961, raggiungendola nel 1975 a seguito di una rivoluzione in Portogallo. Cabinda, nel frattempo, cercò di stabilire uno stato separato, dando il via alla "guerra di Cabinda".

## Insediamenti vicino al confine

### Angola
- Tando Limbo
- Miconge

### Repubblica del Congo
- Banga
- Manga Missou
- Tsatou
- Kimongo